# Карахільйо
Карахільйо (ісп. Carajillo)— іспанський кавовий напій: суміш кави та бренді або рому. За однією з версій, напій походить з часів іспанської окупації Куби, за іншою — з'явився в Барселоні. Напій дуже популярний у сільській місцевості.

## Склад і способи приготування
Початковий рецепт карахільйо припускає, що кава й алкогольний напій змішуються в однакових пропорціях, однак, залежно від географічного регіону вживання напою, частка алкоголю і кави може сильно відрізнятися. Наприклад, в Каталонії напій готується з високим процентним вмістом алкоголю, в той час, як в містах Кастилії і Леона карахільйо містить більше кави, ніж алкоголю. Іноді в карахільйо додають чарку анісової горілки або шеррі. У сільських районах часто використовують виноградне бренді домашнього виробництва, а для одержання сильного аромату, перед тим як додати каву, бренді вже з доданим цукром підпалюють.